# Mister Internacional 2017
Mister Internacional 2017 foi a 18ª edição do tradicional concurso de beleza masculino de Mister Internacional, realizado anualmente com média abrangência geralmente em continente asiático. O concurso teve a participação de trinta e seis (36) países disputando o título que pertencia ao francês - radicado no Líbano - Paul Iskandar, vencedor do concurso no ano anterior.  O evento foi realizado pela primeira vez em Mianmar no dia 30 de abril de 2018 e teve como campeão o representante da Coreia do Sul. 

## Resultados

### Colocações
| Posição                 | País & Candidato |

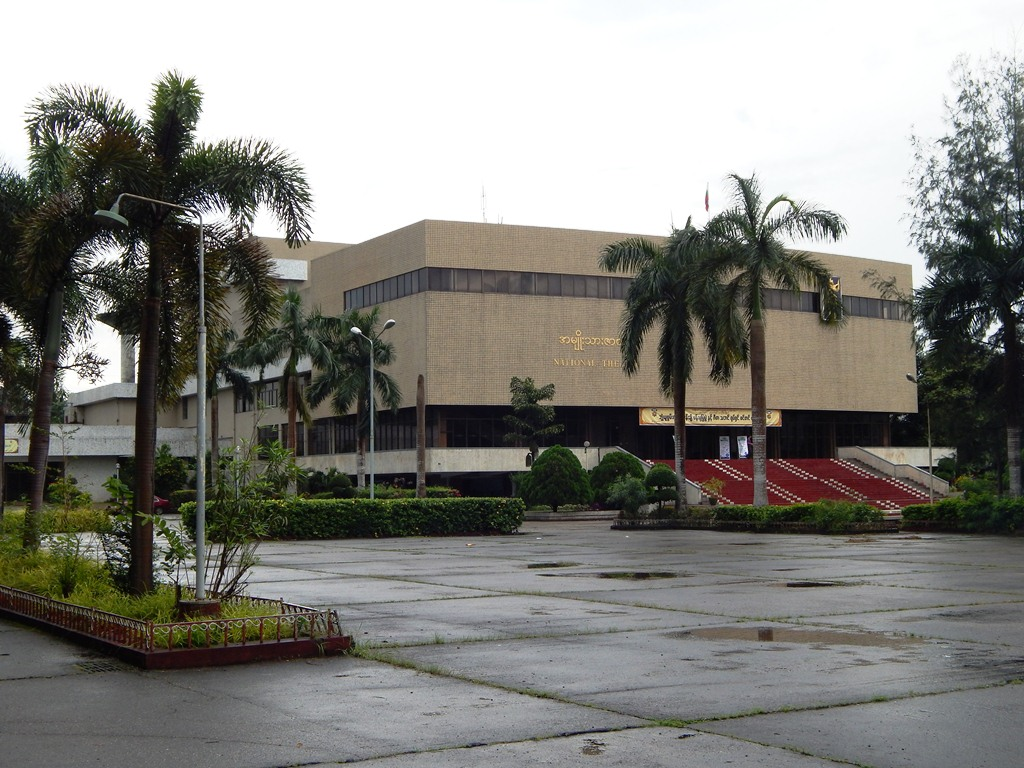
O local da final do concurso deste ano, o Teatro Nacional de Rangum, Mianmar.

| Vencedor                | - Coreia do Sul - Seung Hwan Lee |
| 2º. Lugar               | - Colômbia - Manuel Molano |
| 3º. Lugar               | - África do Sul - Dwayne Geldenhuis |
| Finalistas              | - Suíça - Alessio Costantini - Vietnã - Trần Minh Trung |
| (TOP 10) Semifinalistas | - Filipinas - Renz Lansangan - Japão - Taizan Matsuura - Nicarágua - Elvis Murillo - Porto Rico - Joseph Disdier - Venezuela - Ignacio Milles                         |
| (TOP 16) Semifinalistas | - Espanha - Rubén Castillero - Holanda - Jeremy Lensink - Indonésia - Alvalino Kasenda - Líbano - Michael Khouri - México - Armando Osuna - Polônia - Arkady Zadrożny |

### Prêmios Especiais
O concurso distribuiu os seguintes prêmios este ano:
| Posição             | País & Candidato                |
| Mister Simpatia     | - Holanda - Jeremy Lensink      |
| Mister Fotogenia    | - Brasil - Leonardo Nobre       |
| Melhor Traje Típico | - Tailândia - Paran Pitijirakun |

## Jurados

### Final
Ajudaram a eleger o campeão:
1. Ko Aung Myat Thu, fotógrafo.
2. Lamai Robin, diretor do "Miss & Mister Tourism and Culture".
3. Brian Jeremiah, diretor consultor da "Carrie Models International".
4. Khin Cho Cho On, editor chefe da "Crown Magazine".
5. Angel Lamung, "Miss Mianmar 2014".

## País Anftrião
Em um e-mail enviado aos licenciadores nacionais no dia 18/10/2017, Alan Sim assim declarou sobre a 12ª edição do evento:
| “ | Caros licenciados/diretores nacionais: A organização Mister International tem o prazer de anunciar que a 12ª edição da competição Mister International será realizada em Rangum, Mianmar em Fevereiro. A data final será oficialmente formalizada quando obtivermos a confirmação de uma data reservada tanto para a Myanmar National TV e Myawaddy TV. A competição Mister International, produzida pela organização Mister International, continua na história como um concurso Grand Slam e um dos concursos masculinos mais prestigiados e assistidos do mundo. A 12ª edição marca a primeira vez que a competição Mister International será realizada em Mianmar. Nós estamos ansiosos para conhecer os candidatos em Rangum, Mianmar em Fevereiro. Alan Sim, Presidente. | ” |

## Candidatos
Disputaram o título: 36 candidatos.
| Concurso                         | País                 | Candidato          | I  | A    | Origem      | R      |
| Mr King of South Africa          | África do Sul        | Dwayne Geldenhuis  | 23 | 1.83 | Joanesburgo | [ 3 ]  |
| Mister Belgian Style             | Bélgica              | Robby Voets        | 23 | 1.83 | Tongeren    | [ 4 ]  |
| Míster Bolivia Internacional     | Bolívia              | Rubén Herrera      | 25 | 1.87 | Santa Cruz  | [ 5 ]  |
| Mister Brasil CNB                | Brasil               | Leonardo Nobre     | 29 | 1.85 | Natal       | [ 6 ]  |
| 中國 先生 Mister China           | China                | Yang Zhenhuan      | 21 | 1.87 | Tai'an      | [ 7 ]  |
| Male Model Colombia              | Colômbia             | Manuel Molano      | 26 | 1.88 | Bogotá      | [ 8 ]  |
| Mister International Korea       | Coreia do Sul        | Seung Hwan Lee     | 23 | 1.83 | Seul        | [ 9 ]  |
| Mister International El Salvador | El Salvador          | Miguel Arévalo     | 23 | 1.78 | Ahuachapán  | [ 10 ] |
| Mister España Internacional      | Espanha              | Rubén Castillero   | 24 | 1.87 | Bilbau      | [ 11 ] |
| Mister International USA         | Estados Unidos       | Nelson Rivera      | 27 | 1.83 | Orlando     | [ 11 ] |
| Misters of Filipinas             | Filipinas            | Renz Lansangan     | 20 | 1.82 | Mabalacat   | [ 12 ] |
| Mister International Finland     | Finlândia            | Aki Parviainen     | 26 | 1.85 | Riihimäki   | [ 13 ] |
| Mister International France      | França               | Jordane Reiser     | 27 | 1.86 | Metz        | —      |
| Mister International Guam        | Guão                 | Jaren Guerrero     | 25 | 1.78 | Yigo        | —      |
| Mister International Netherlands | Holanda              | Jeremy Lensink     | 26 | 1.88 | Arnhem      | [ 14 ] |
| Mister International Hong Kong   | Hong Kong            | Sean Lee           | 28 | 1.87 | Hong Kong   | [ 15 ] |
| Rubaru Mister India              | Índia                | Darasing Khurana   | 25 | 1.85 | Parbhani    | [ 16 ] |
| L-Men Awards                     | Indonésia            | Alvalino Kasenda   | 22 | 1.78 | Tomohon     | [ 17 ] |
| Mr. Japan                        | Japão                | Taizan Matsuura    | 27 | 1.84 | Osaka       | [ 18 ] |
| Mr. Lebanon                      | Líbano               | Michael Khouri     | 25 | 1.84 | Beirute     | [ 19 ] |
| Mr. International Malta          | Malta                | Malcolm Camilleri  | 26 | 1.84 | Ħamrun      | —      |
| Mr Model México                  | México               | Armando Osuna      | 23 | 1.90 | Culiacán    | [ 20 ] |
| Mister International Myanmar     | Mianmar              | John Ko Ko         | 22 | 1.83 | Rangum      | —      |
| Mister International Nepal       | Nepal                | Sajid Alam         | 24 | 1.83 | Biratnagar  | —      |
| Mister International Nicaragua   | Nicarágua            | Elvis Murillo      | 29 | 1.85 | Granada     | [ 21 ] |
| Mister Internacional Panamá      | Panamá               | Husam Ahmad        | 22 | 1.84 | Penonomé    | [ 22 ] |
| Mister Perú Model                | Peru                 | Juan Herbert       | 21 | 1.83 | Lima        | [ 23 ] |
| Mister Polski                    | Polônia              | Arkady Zadrożny    | 22 | 1.85 | Białystok   | [ 24 ] |
| Mister Internacional Puerto Rico | Porto Rico           | Joseph Disdier     | 23 | 1.86 | San Lorenzo | [ 25 ] |
| Muž Roku                         | República Checa      | Matyáš Hložek      | 23 | 1.86 | Praga       | [ 26 ] |
| Mister International D. Republic | República Dominicana | Kenny Rodríguez    | 28 | 1.88 | Caballeros  | [ 27 ] |
| Mister Singapore                 | Singapura            | Marvin Soh         | 25 | 1.80 | Pasir Ris   | [ 28 ] |
| Mister Suisse Francophone        | Suíça                | Alessio Costantini | 25 | 1.86 | Begnins     | [ 29 ] |
| Mister International Thailand    | Tailândia            | Paran Pitijirakun  | 27 | 1.86 | Bancoque    | —      |
| Mister Venezuela                 | Venezuela            | Ignacio Milles     | 27 | 1.88 | Caracas     | [ 30 ] |
| Mister International Vietnam     | Vietnã               | Trần Minh Trung    | 25 | 1.82 | Ho Chi Minh | [ 31 ] |

## Histórico

### Substituições
- Bélgica - Robbe Steenssens [32] ► Robby Voets. [4]

- China - Ruan Jianbiao ► Yang Zhenhuan.

- Índia - Tabish Gulzar [33] ► Darasing Khurana.

- Panamá - Jairo Castillo ► Husam Ahmad.

- Peru -  Marcelo Villanueva ► Juan Herbert.

- Venezuela - Elvis de Oliveira ► Luis Marrero ► Ignacio Milles.

### Estreantes
- Finlândia

- Nicarágua

### Retornarão
- África do Sul
  - Disputou pela última vez a edição de 2013.

- Peru
  - Disputou pela última vez a edição de 2013.

- França
  - Disputou pela última vez a edição de 2015.

- Panamá
  - Disputou pela última vez a edição de 2015.

- República Dominicana
  - Disputou pela última vez a edição de 2015.

- Suíça
  - Disputou pela última vez a edição de 2015.

### Candidatos em outros concursos
Possuem histórico anterior em competições:
| Mister Supranational - 2017: Bolívia - Rubén Herrera (Mister Simpatia) - (Representando a Bolívia em Krynica-Zdrój, na Polônia) Mister Global - 2016: França - Jordane Reiser - (Representando a França em Chiang Mai, na Tailândia) - 2016: Guão - Jaren Guerrero (Top 16) - (Representando Guão em Chiang Mai, na Tailândia) | Mr Universal Ambassador - 2017: Nicarágua - Elvis Murillo (Top 10) - (Representando a Nicarágua em Macáçar, na Indonésia) Men Universe Model - 2017: Colômbia - Manuel Molano (Top 15) - (Representando a Colômbia em Punta Cana, na República Dominicana) |

## Ligações Externas
- Site do Concurso (em inglês)

- Página no Facebook (em inglês)

- Histórico no Pageantopolis (em inglês)